# Langwieden
Langwieden est une municipalité de la Verbandsgemeinde Bruchmühlbach-Miesau, dans l'arrondissement de Kaiserslautern, en Rhénanie-Palatinat, dans l'ouest de l'Allemagne.

Localisation de Langwieden dans la Verbandsgemeide et dans l'arrondissement